# Bekerplant

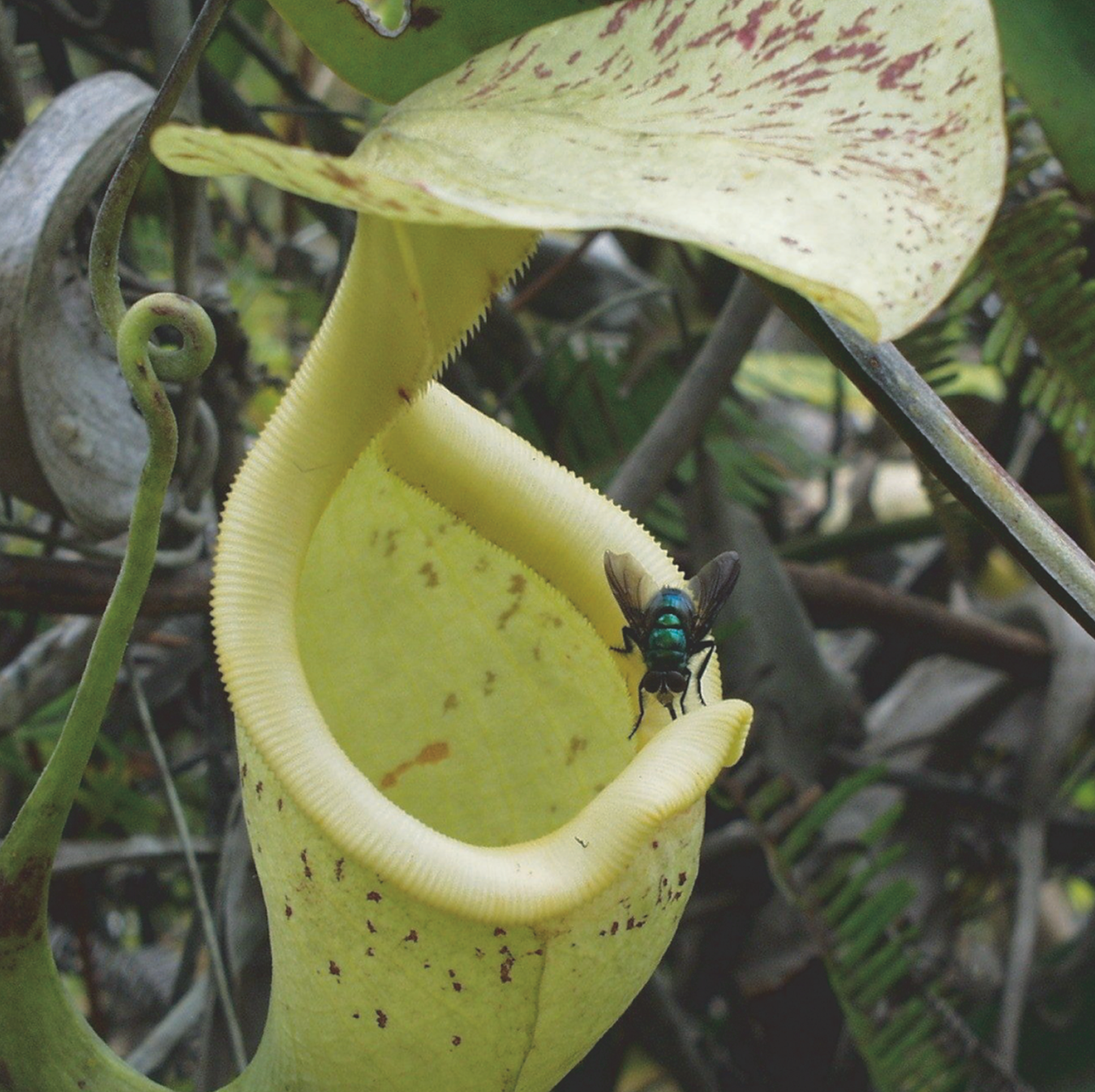
Een roodbaard-bromvlieg voedt zich met de nectar van Nepenthes rafflesiana, een bekerplant uit Zuidoost-Azië.

Een bekerplant is een vleesetende plant waarvan het blad of een deel daarvan een vangbeker (ascidium) vormt. Met deze beker worden prooidieren gelokt en verteerd met behulp van enzymen in de bekervloeistof.

## Verspreiding
Er zijn ongeveer tweehonderd soorten bekerplanten beschreven. De meeste soorten hebben een relatief klein verspreidingsgebied en zijn endemisch in hun regio. Er komen van nature geen bekerplanten voor in Europa en het vasteland van Afrika. Vrijwel alle soorten groeien voornamelijk op oligotrofe (voedselarme) grond in een vochtige omgeving. Een groot aantal komt uitsluitend in moerassen voor, maar Heliamphora-soorten en veel Nepenthes-soorten groeien in tropische regenwouden.

## Soorten
Bekerplanten vormen geen taxonomische groep, maar vertegenwoordigen plantenfamilies uit meerdere ordes. Er bestaan vijf niet-uitgestorven geslachten die alleen uit bekerplanten bestaan.

### Nepenthes

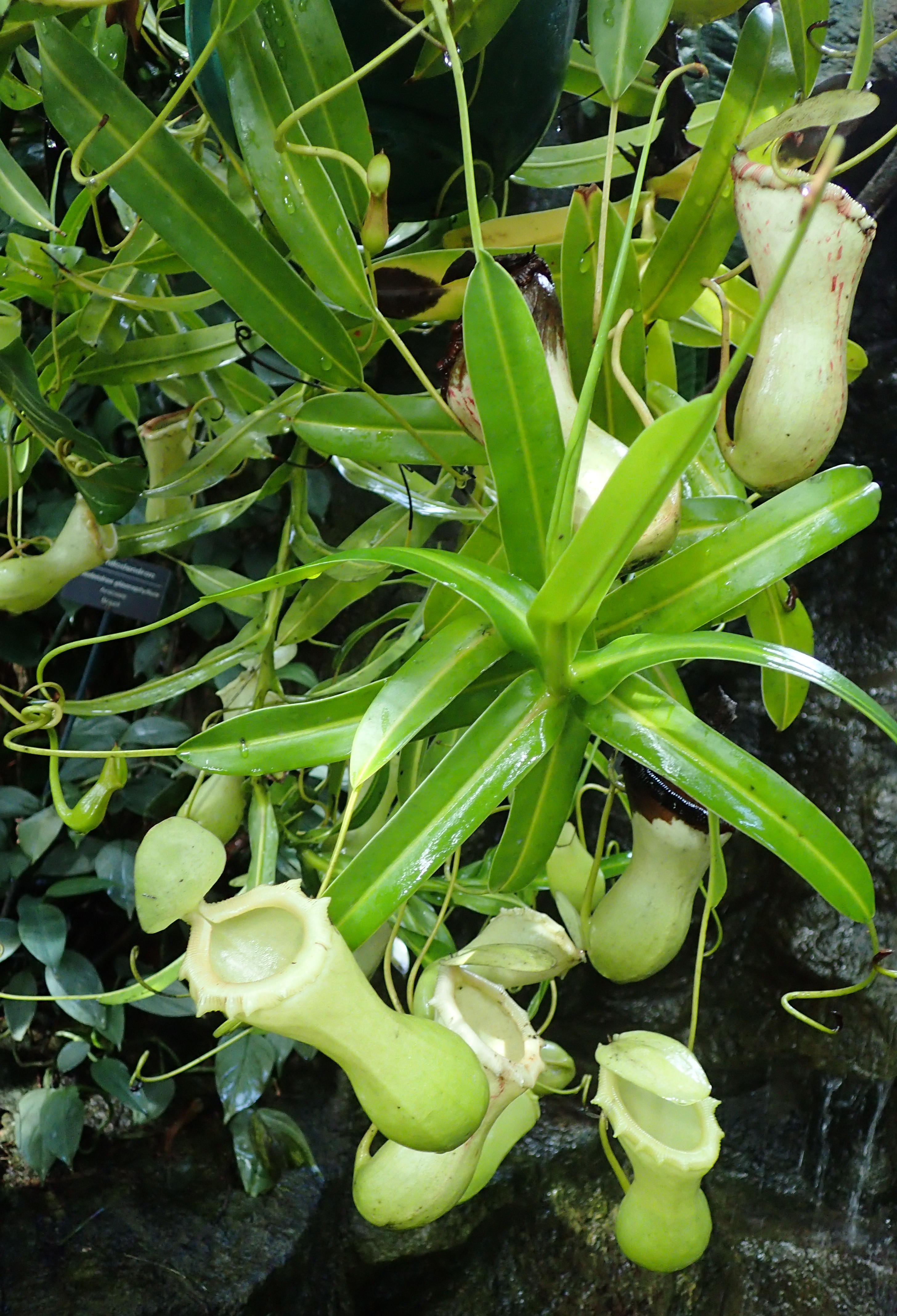
Nepenthes burkei, een endemische bekerplant in de Filipijnen

Verreweg de meeste bekerplanten behoren tot het geslacht Nepenthes, de enige vertegenwoordiger van de familie Nepenthaceae (Caryophyllales). Het geslacht omvat meer dan 160 bekende soorten, verspreid over Azië, Madagaskar en de Seychellen. De vangbekers van deze planten worden gevormd aan het uiteinde van een rank die vanuit de centrale nerf van een blad groeit. De meeste soorten lokken insecten met nectar die aan de onderzijde van het operculum (deksel) en aan de binnenzijde van de beker wordt uitgescheiden. Insecten die op het peristoom (bekerrand) landen, glijden uit over de wasachtige filmlaag en belanden in de beker.

### Australische bekerplant

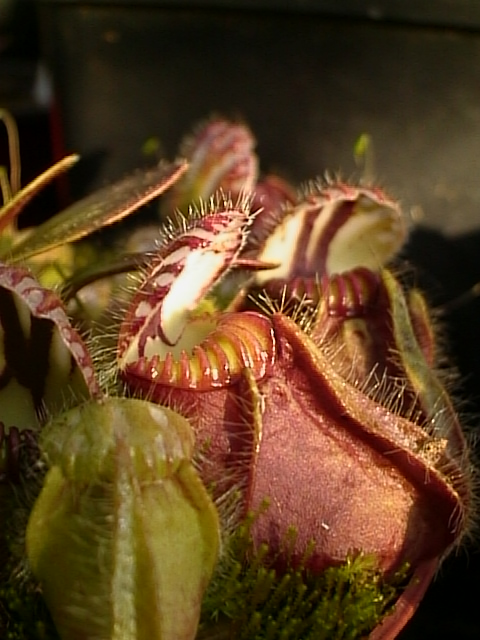
De Australische bekerplant (Cephalotus follicularis)

De Australische bekerplant (Cephalotus follicularis) is de enige soort uit de monotypische familie Cephalotaceae (Oxalidales) en is endemisch in het zuidwesten van Australië. Net als bij Nepenthes groeit de vangbeker aan het uiteinde van een rank, maar deze ontspruit op de wortelstok, niet op een bladnerf. De bekers van de planten zitten dicht opeen en bevinden zich meestal op de grond. Prooidieren worden gelokt met geurige bekervloeistof. De bekers worden in de lente gevormd. In de winter worden niet-carnivore bladeren geproduceerd, zodat fotosynthese het hele jaar door kan gaan.

### Sarraceniaceae

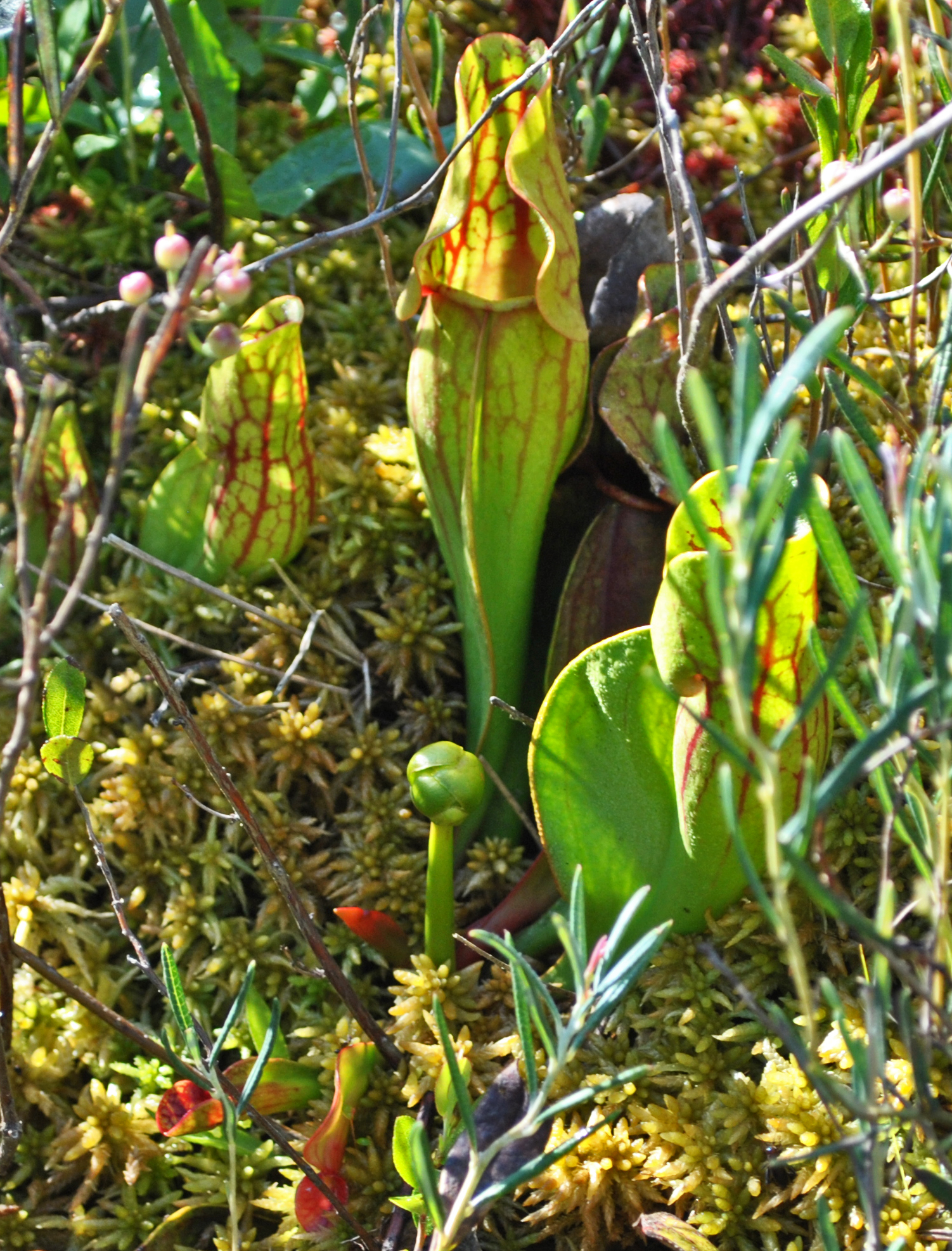
Paarse trompetbekerplant (Sarracenia purpurea)

Sarraceniaceae is een relatief kleine familie van bekerplanten uit de orde Ericales. De kokervormige vangbekers groeien rechtopstaand in een bladrozet op een wortelstok. Ze lokken insecten met nectar uit het peristoom. De meeste soorten bezitten omlaag gerichte haartjes en wasachtige uitscheidingen in de beker, die het ontsnappen bemoeilijken. De familie bestaat uit drie niet-uitgestorven Amerikaanse geslachten en mogelijk één uitgestorven, monotypisch geslacht uit China, namelijk Archaeamphora.
Sarracenia is een geslacht van elf bekende bekerplanten. Ze komen voor in warme streken langs de oostkust van de Verenigde Staten. De paarse trompetbekerplant (Sarracenia purpurea) groeit ook noordelijker, tot het gebied van de Grote Meren en het zuidoosten van Canada. Boven de bekeropening van de bekers groeit een lipvormig operculum. Voor de vertering van de verdronken dieren is de plant voor een deel of geheel afhankelijk van door bacteriën geproduceerde enzymen.
Darlingtonia californica is de enige vertegenwoordiger van zijn geslacht en is endemisch in Californië en Oregon. De tot wel 90 centimeter grote vangbeker is om zijn lengteas gedraaid en bovenaan naar beneden gebogen. Hierdoor, en door de naar beneden gerichte haartjes, wordt het ontsnappen uit de beker bemoeilijkt. Ook deze plant is van bacteriën afhankelijk voor de vertering van zijn prooi.
Heliamphora is een geslacht van ruim twintig Zuid-Amerikaanse bekerplanten. De meeste soorten komen voor in de tepui's rond het drielandenpunt van Venezuela, Brazilië en Guyana. De planten bezitten vangbekers met een sterk gereduceerd operculum. Om het regenwater af te voeren loopt een verticale sleuf aan de voorzijde van de beker.

### Overige soorten
Ten minste één bromelia kan worden beschouwd als een vleesetende plant. Brocchinia reducta uit het noorden van Zuid-Amerika vormt net als veel andere bromelia's een waterdicht phytotelma (waterreservoir) met de overlappende bladeren. De plant lokt vliegende insecten en mieren met ultraviolet licht en zoet geurende bekervloeistof. Insecten die over de wasachtige bladeren lopen glijden makkelijk uit en verdrinken in de vangbeker. Hier worden ze verteerd door bacteriën en zelfgeproduceerde fosfatasen.